# Ударный (Омская область)
Уда́рный — посёлок в Горьковском районе Омской области России. Входит в состав Краснополянского сельского поселения.

## География
Посёлок находится на востоке центральной части Омской области, в пределах Барабинской низменности, на расстоянии примерно 20 км (по прямой) к юго-юго-западу (SSW) от посёлка городского типа Горьковское, административного центра района. Абсолютная высота — 106 м над уровнем моря.

### Часовой пояс
Посёлок Ударный, как и вся Омская область, находится в часовой зоне МСК+3. Смещение применяемого времени относительно UTC составляет +6:00.

## История
Посёлок был основан в 1945 году как подсобное хозяйство УВД Омской области. Большинство среди первых жителей Ударного составляли немцы-спецпоселенцы. В 1958 году вошёл в состав совхоза «Краснополянский» под названием Огородный участок, а в 1961 году переименован в посёлок Ударный. С 1982 году — подсобное хозяйство «Автомобилист» ПО «Омскавтотранс».

## Население
| 2002 | 2010 | 2021 |
| ---- | ---- | ---- |
| 447  | ↘432 | ↘351 |

Гендерный состав
По данным Всероссийской переписи населения 2010 года, в гендерной структуре населения мужчины составляли 47,2 %, женщины — соответственно 52,8 %.
Национальный состав
Согласно результатам переписи 2002 года, в национальной структуре населения русские составляли 86 %.

## Улицы
| - ул. Дружбы, - ул. Мира, - ул. Новая, | - ул. Первомайская, - ул. Производственная, - ул. Труда. |

## Инфраструктура
В посёлке функционируют средняя общеобразовательная школа, фельдшерско-акушерский пункт (филиал БУЗОО «Горьковская центральная районная больница») и сельский клуб.